# 토의
토의(討議, Conversation)이란 여러 사람이 함께 모여 공동의 주제를 가지고 각자 다른 자신의 의견을 나누는 것이다.

## 개요
즉, 공통의 주제에 대해 검토하고 협의하는 것이다. 토의를 하기 위해서는 주제를 정해야 한다. 주제가 정해지면 그 주제가 지닌 문제점을 이해해야 한다. 그 원인과 실태, 전망 등에 대해 지식과 의견을 교환하여 주어진 문제의 의미를 정확하게 인식해야 한다. 토의 문제를 이해한 후에는 문제를 해결하기 위한 방안들을 제시해야 한다. 여러 가지 해결 방안들을 검토한 뒤에 최선의 해결 방안을 선택해야 한다. 그리고 선택한 해결 방안을 실천하기 위한 의지를 갖는 것이 토의의 마지막 절차라고 할 수 있다.